# Chaonia

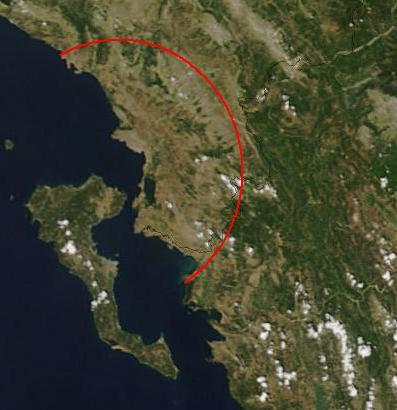
NASA-Satellitenbild der ionischen Küste bei Korfu; markiert ist die ungefähre Lage Chaonias

Stämme von Epirus in der Antike

Die Landschaft Chaonia/Chaonien (griechisch: Χαονία) umfasste in der Antike das Siedlungsgebiet der Chaonier an der Küste des Ionischen Meeres an der Straße von Korfu. Heute gehört Chaonia überwiegend zu Albanien (etwa die Kreise Delvina und Saranda), teilweise zu Griechenland.

## Lage
Chaonia gehörte zu Epirus und reichte ungefähr von Amantia im Norden bis zum Fluss Thyamis im Süden und schloss dabei die Landschaft Cestrine mit ein. Im Südosten grenzte Chaonia an die Molossis, im Süden an Thesprotia, im Nordosten lässt sich die Grenze nicht so klar ziehen. 
Hauptorte waren Buthroton, Onchesmus, Phoinike (in der Nähe von Finiq bei Delvina) und Ilium.

## Namensherkunft
Benannt wurde die Region vermutlich nach dem dort siedelnden epirotischen Volksstamm der Chaonier, die ihre Blütezeit im 6. und 5. Jahrhundert v. Chr. hatten. Nach Vergil, Aeneis 3,335 hieß das Gebiet aber nach Chaon, einem Bruder des Helenos und damit Sohn des Priamos. Als Helenos in Epirus König geworden war, nannte er zu Ehren seines Bruders einen Teil seines Landes Chaonia. 
Heute gehört das Gebiet teils zu Griechenland, teils zu Albanien. 